# Among the Living
Among the Living är det tredje studioalbumet av det amerikanska thrash metal-bandet Anthrax. Albumet spelades in under 1986 och utgavs den 22 mars 1987. Det producerades av Eddie Kramer, Jon Zazula och bandet självt. Ljudtekniker var utöver Kramer även Chris Rutherford, Francis McSweeney och Chip Schane medan George Marino mastrade skivan på Sterling Sound i New York. Utöver bandets traditionella instrument hörs Dan Spitz spela akustisk gitarr på spår åtta, "A.D.I./Horror of It All". Albumet gavs ut på vinyl, CD och kassett av  Megaforce i USA, Kanada och England och av Island även i Europa, Japan, Malaysia och Indonesien.
Among the Living blev bandets kommersiella genombrott. Låtarna "I Am the Law" (Låten handlar om seriefiguren Judge Dredd) och "Indians" blev hits. "A Skeleton in the Closet" handlar om en nazistisk krigsförbrytare som efter många år avslöjas och ställs inför rätta. 
Anthrax dedikerade Among the Living till Metallicas basist Cliff Burton som hade avlidit hösten innan i en bussolycka i Sverige.

## Låtförteckning
Alla låtar skrivna av Anthrax om inget annat anges
1. "Among the Living" – 5:16
2. "Caught in a Mosh" – 4:59
3. "I Am the Law" (Anthrax och Dan Lilker) – 5:57
4. "Efilnikufesin (N.F.L.)" – 4:54
5. "A Skeleton in the Closet" – 5:32
6. "Indians" – 5:40
7. "One World" – 5:56
8. "A.D.I./Horror of It All" – 7:49
9. "Imitation of Life" (Anthrax och Lilker) – 4:22

## Medverkande

### Musiker
- Joey Belladonna – sång
- Dan Spitz – gitarr
- Scott Ian – gitarr, sång
- Frank Bello – elbas
- Charlie Benante – trummor

### Produktion
- Eddie Kramer – producent, ljudtekniker
- Chris Rutherford – ljudtekniker
- Francis McSweeney, Chip Schane – assisterande ljudtekniker
- George Marino – mastring på Sterling Sound i New York
- Jon Zazula – exekutiv producent